# Bagan Jawa
Bagan Jawa is een bestuurslaag in het regentschap Rokan Hilir van de provincie Riau, Indonesië. Bagan Jawa telt 6394 inwoners (volkstelling 2010).